# Grădinari (okręg Jassy)
Grădinari – wieś w Rumunii, w okręgu Jassy, w gminie Golăiești. W 2011 roku liczyła 313 mieszkańców.